# Laurence S. Baker
Laurence Simmons Baker (15 de mayo de 1830 - 10 de abril de 1907) fue un oficial del Ejército de los Estados Unidos en la frontera, y luego un general de brigada en el Ejército de los Estados Confederados durante la guerra civil estadounidense. Su primer nombre se deletreó Lawrence en los registros del Departamento de Guerra Confederado y el error de ortografía ha persistido.

## Primeros años y carrera
Baker nació en Cole's Hill Plantation en el condado de Gates, Carolina del Norte, el último de cinco hijos del Dr. John Burges y Mary Wynns (Gregory) Baker. Su bisabuelo y tocayo Lawrence Baker había sido general durante la Revolución Americana. Después de recibir su educación inicial en la Norfolk Academy, se graduó de la Academia Militar de los Estados Unidos en West Point en 1851, ubicándose en el puesto 42 (último en su clase). Después de graduarse, fue nombrado segundo teniente y obtuvo su rango completo el 31 de marzo de 1853. Sirvió durante nueve años en la infantería montada de Estados Unidos, asignado al servicio en la frontera occidental y ascendiendo al rango de primer teniente.
El 13 de marzo de 1855, Laurence Baker se casó con Elizabeth E. Henderson (1836-1918).

## Guerra civil
En mayo de 1861, renunció a su cargo cuando Carolina del Norte se separó de la Unión. Aunque personalmente se opuso al concepto de secesión, Baker fue leal a su estado. Se convirtió en teniente coronel del 1.er Regimiento de Caballería de Carolina del Norte y luego fue ascendido a coronel el 1 de marzo de 1862, liderando el regimiento en la Campaña Península de 1862. Vio acción en la Batalla de los Siete Días, la Segunda Batalla de Bull Run (Segunda Manassas) y la Batalla de Antietam (Sharpsburg) más tarde en 1862.
Durante la campaña de Gettysburg, Baker resultó herido en la batalla de Brandy Station. Sin embargo, dirigió hábilmente a sus hombres en una serie de pequeñas acciones de caballería, que culminaron en la lucha en East Cavalry Field en la batalla de Gettysburg. Baker asumió el mando de Brig. La brigada del general Wade Hampton cuando ese oficial fue gravemente herido por un corte de sable. Fue ascendido a general de brigada el 23 de julio de 1863, en reconocimiento por su valiente servicio cubriendo la retirada del Ejército del Norte de Virginia. Ocho días después, resultó gravemente herido en el brazo derecho mientras se resistía a un cruce federal del río Rappahannock, y estuvo incapacitado durante casi un año.
Después de recuperarse lo suficiente para el servicio administrativo, Baker fue nombrado comandante del Segundo Distrito Militar en su estado natal de Carolina del Norte, supervisando la defensa de vías férreas y líneas de suministro vitales. Lideró brevemente una brigada a Georgia para ayudar a defender Savannah, pero se retiró antes de que la ciudad se rindiera. También estuvo al mando de las Reservas Juveniles de Carolina del Norte desde 1864 hasta 1865, una posición predominantemente de contratación y de escritorio. A pesar de su brazo todavía dolorosamente destrozado, Baker regresó al campo durante la Campaña de Carolinas, incluida la Batalla de Bentonville. Él y la mayoría de sus hombres no se rindieron al final de la guerra, prefiriendo intentar abrirse camino a través de las líneas de la Unión para unirse al ejército de Joseph E. Johnston. En cambio, disolvió su brigada y los hombres restantes se dispersaron. Baker recibió su libertad condicional formal en Raleigh, Carolina del Norte, en mayo de 1865.

## Actividades posbélicas
Después de la guerra, Baker vivió en New Bern, Carolina del Norte, durante un tiempo antes de mudarse a Norfolk, Virginia, como agricultor. Después de regresar a Carolina del Norte, se dedicó a los seguros hasta 1877. Al año siguiente, se unió a Seaboard and Roanoke Railroad en Suffolk, VA como agente de la estación, sirviendo durante 29 años. Sus deberes incluían administrar el telégrafo de Western Union y Southern Express Co., una compañía naviera.
Era miembro de la Iglesia Episcopal de St. Paul en Suffolk, Virginia, y estuvo activo en el campamento local de los Veteranos Confederados Unidos. Murió en Suffolk en 1907 y fue enterrado en el cementerio Cedar Hill de la ciudad.
Debido a un error administrativo en el Departamento de Guerra, en algunos documentos militares oficiales, su primer nombre se escribe mal con frecuencia como "Lawrence".